# Армійська група «Вайкс»
Армі́йська гру́па «Вайкс» (нім. Armeegruppe Weichs) — оперативне об'єднання Вермахту, армійська група в роки Другої світової війни.

## Райони бойових дій
- СРСР (південний напрямок) (8 червня — 7 липня 1942).

## Командування

### Командувачі
- генерал-полковник барон Максиміліан фон Вайкс (нім. Maximilian Freiherr von und zu Weichs an der Glon) (8 червня — 7 липня 1942)

## Бойовий склад армійської групи «Вейхс»
Формування управління, забезпечення та підтримки
- 308-ме головне артилерійське командування (Höherer Arko 308);
- 580-та комендатура тилу (Korück 580);
- 563-й армійський полк зв'язку (Armee-Nachrichten-Regiment 563);
- 501-ше армійське управління постачання (Armee-Nachschubführer 501).

- 2-га армія (2. Armee);
- 4-та танкова армія (4.Panzerarmee);
- 2-га угорська армія (2. ungarische Armee);
- 7-й армійський корпус (VII. Armee-Korps);
- 55-й армійський корпус (LV. Armee-Korps);
- 88-ма піхотна дивізія (88. Infanterie-Division).